# معركة غمرة
معركة غمرة هي معركة دارت بين خالد بن الوليد وجيش البزاخة المتبقين من معركة بزاخة، على بُعد 20 ميلًا من بزاخة. وكانت النتيجة نصرًا حاسمًا للمسلمين.